# دانيال في. تومسون
دانيال في. تومسون (بالإنجليزية: Daniel V. Thompson)‏ هو مترجم أمريكي، ولد في 1902، وتوفي في 1980.